# San Ramón (Santa Cruz)
San Ramón – miasto w Boliwii, w departamencie Santa Cruz, w prowincji Ñuflo de Chávez.